# Przymiarki (Świdwin)
Przymiarki (deutsch Ankerholz) ist eine Siedlung in der polnischen Woiwodschaft Westpommern und gehört zur Landgemeinde Świdwin (Schivelbein) im Powiat Świdwiński.

## Geographische Lage
Przymiarki liegt drei Kilometer nördlich von Krosino (Grössin), nur einen Kilometer von der Wojewodschaftsstraße Nr. 162 Kołobrzeg (Kolberg) – Drawsko Pomorskie (Dramburg) entfernt.

## Geschichte
Bis 1945 war Przymiarki unter dem deutschen Namen Ankerholz ein Gut mit einer Größe von 319 Hektar, wovon 50 Hektar Waldfläche waren. Letzter deutscher Besitzer war Carl Schünemann. Ankerholz war ein Ortsteil der Gemeinde Grössin, über die es in das Amt und Standesamt Nelep im Amtsgerichtsbezirk Schivelbein eingebunden war. Seit 1932 gehörte es zum Landkreis Belgard (Persante).

## Kirche
Ankerholz war in das Kirchspiel Grössin im Kirchenkreis Schivelbein (Kirchenprovinz Pommern) der evangelischen Kirche der Altpreußischen Union eingepfarrt.
Heute ist Przymiarki Teil der Landgemeinde Świdwin im Powiat Świdwiński und gehört zum Kirchspiel Koszalin (Köslin) der Diözese Pommern-Großpolen der polnischen Evangelisch-Augsburgischen Kirche.